# Mouhammad Sharif Khan Bahadour
Nawab Haji Mouhammad Sharif Khan Bahadour (mort à Choujabad le 7 juin 1775) fut un prince moghol d'origine afghane du XVIIIe siècle.
Mouhammad Bahadour était le second fils de Mouhammad Bakir Khan, un prince afghan de la dynastie des Durrani qui fut titré Sardar Khan Bahadour par l'empereur moghol. Ayant fait assassiner son frère aîné Mouhammad Shah Khan le 13 février 1760, il hérita de la grande fortune de son père, qui décéda peu après, le 30 juillet 1760.
Devenu l'un des plus influents princes de l'empire moghol, les Sikhs le prirent en otage, alors qu'ils faisaient la guerre à l'empire, en 1764. Libéré en 1767 après avoir payé une rançon de 12 000 roupies, il fut nommé Soubadar (Gouverneur) de Multan en 1770, poste qu'il garda une année. Après s'être retiré de cette fonction, il fut élu Nawab (député) de cette même ville. Il est mort à Choujabad, le 7 juin 1775.
Mouhammad Sharif Khan Bahadour avait épousé une femme, dont le nom est inconnu (elle est morte en 1798 et est enterrée à Multan). Ils eurent ensemble trois fils :
- Pir Mouhammad Khan (1757 - 1777)
- Din Mouhammad Khan (mort en 1804)
- Mouhammad Said Khan